# Морска мина
Морска мина или поморска мина је самостална експлозивна направа која се поставља у воду да уништи површинске бродове или подморнице. За разлику од дубинских бомби, морске мине након постављања мирују све док им се механизам за детонацију не покрене услед приближавања или контакта са непријатељским бродом. Морске мине се могу користити офанзивно — да отежавају кретање непријатељских бродова или им блокирају излазак из луке, или дефанзивно — да заштите пријатељске бродове стварањем „сигурних зона“.

## Опис
Мине могу бити постављене на више начина: наменским минополагачима, посебно прилагођеним бродовима, подморницама, авионима, па чак и ручним бацањем у воду. Могу бити јефтине или коштати милионе долара. Могу бити опремљене са неколико врста сензора и испаљивати ракету или торпедо са бојевом главом.
Њихова флексибилност и економичност их чине атрактивним за мање моћне државе у асиметричном ратовању. Цена израде и постављања мине је обично у распону од 0,5% до 10% од трошкова њеног уклањања, а уклањање мина може да потраје и до 200 пута дуже од њиховог постављања. Делови неких минских поља из Другог светског рата још увек нису очишћени, јер су сувише обимни и скупи за деминирање.
Мине се постављају као офанзивно или дефанзивно оружје у реке, језера, мора и океане, а могу да се користе и као средство психолошког рата. Офанзивне мине се постављају у непријатељским водама, у близини лука и важних транспортних праваца, а с циљем потапања како ратних тако и трговачких бродова. Одбрамбена или дефанзивна минска поља штите кључне делове обале од непријатељских бродова и подморница, присиљавајући их да нападну лакше брањива подручја, и држећи их далеко од осетљивих подручја.
Минска поља намењена за психолошко ратовање обично се постављају на трговачке руте како би се зауставиле све испоруке непријатељској нацији. Мине у оваквим минским пољима се обично постављају на великој међусобној удаљености, како би се створио утисак да минско поље покрива много шире подручје. Једна мина, стратешки постављена на трговачком путу, може зауставити кретање бродова и до неколико дана, док се цело подручје не прегледа и очисти.
Међународно право захтева од држава да објаве ако су минирале неку област, како би се олакшало цивилним бродовима да избегну мине. Овакве објаве не морају садржавати конкретне детаље, на пример, Велика Британија је за време Другог светског рата једноставно објавила да је минирала Ламанш, Северно море и француску обалу.

## Историја

### Рана употреба
Ђао Ју, кинески артиљеријски официр из раног периода династије Минг, описао је у свом војном приручнику из 14. века под називом Huolongjing, направу која се може сматрати претечом морске мине. Кинески записи говоре и о поморским експлозивима из 16. века, који су коришћени у борби против јапанских гусара. Ова врста морске мине је постављана у дрвеној кутији која је била затворена гитом. Генерал Ћи Ђигуанг је направио неколико темпираних, пловећих експлозива како би малтретирао јапанске гусарске бродове. Сунг Јингсинг у свом трактату Tiangong Kaiwu („Експлоатација дела природе“) из 1637. описује морске мине повезане са конопцем, чијим се повлачењем са оближње обале активира механизам за производњу варница, што онда доводи до паљења фитиља мине. Ђао Ју пише да се сличан механизам користио за копнене мине још у 14. веку.
Први нацрт морске мине на западу израдио је Ралф Рабардс који је тај свој пројекат представио енглеској краљици Елизабети I 1574. Холандски проналазач Корнелијус Дребел је, у време краља Чарлса I, радио за енглески Кабинет за наоружање израђујући различита оружја, што је укључивало и „плутајућу петарду“ која се показала неуспешном. Енглези су вероватно испробали оружје те врсте при опсади Ла Рошела 1627.
Американац Дејвид Бушнел је направио прву употребљиву морску мину која је коришћена против Британаца током Америчког рата за независност. Радило се о водонепропусној бачви напуњеној барутом која би плутала према противнику, а активирала би се помоћу механизма који би заискрио ако би мина ударила у брод.